# Peättsevuotkimjavri
Peättsevuotkimjavri eller Peätstvuetkimjävri är en sjö i Finland. Den ligger i kommunen Enare i landskapet Lappland, i den norra delen av landet, 1 000 km norr om huvudstaden Helsingfors. Peätstvuetkimjävri ligger 235,1 meter över havet. Omgivningarna runt Peättsevuotkimjavri är i huvudsak ett öppet busklandskap. Arean är 32,4 hektar och strandlinjen är 3,72 kilometer lång. Sjön  ingår i Pasvik älvs huvudavrinningsområde. 